# Alexandre António Alves Chaves
Alexandre António Alves Chaves, nasceu em Casas de Monforte, concelho de Chaves, a 11 de setembro de 1948. É licenciado em Ciências Sociais e Políticas pela Universidade de Lisboa.
Foi Presidente da Câmara Municipal de Chaves de 1989 a 1999, Deputado da Assembleia da República na VIII Legislatura pelo círculo de Vila Real e o último Governador Civil pelo Distrito de Vila Real. Foi ainda Presidente da Comissão Executiva da empresa Águas de Trás-os-Montes e Alto Douro.
É militante do Partido Socialista desde 1973.
Ao longo da sua vida pública e profissional foi-lhe sempre reconhecido o trabalho abnegado, altruísta e decisivo em Prol das gentes do seu concelho e distrito, mas também a sua dedicação e compromisso na defesa dos valores da democracia e da liberdade.